# 4ª Divisione alpina "Cuneense"
La 4ª Divisione alpina "Cuneense" fu una storica divisione alpina del Regio Esercito Italiano, con sede a Cuneo.

## Storia

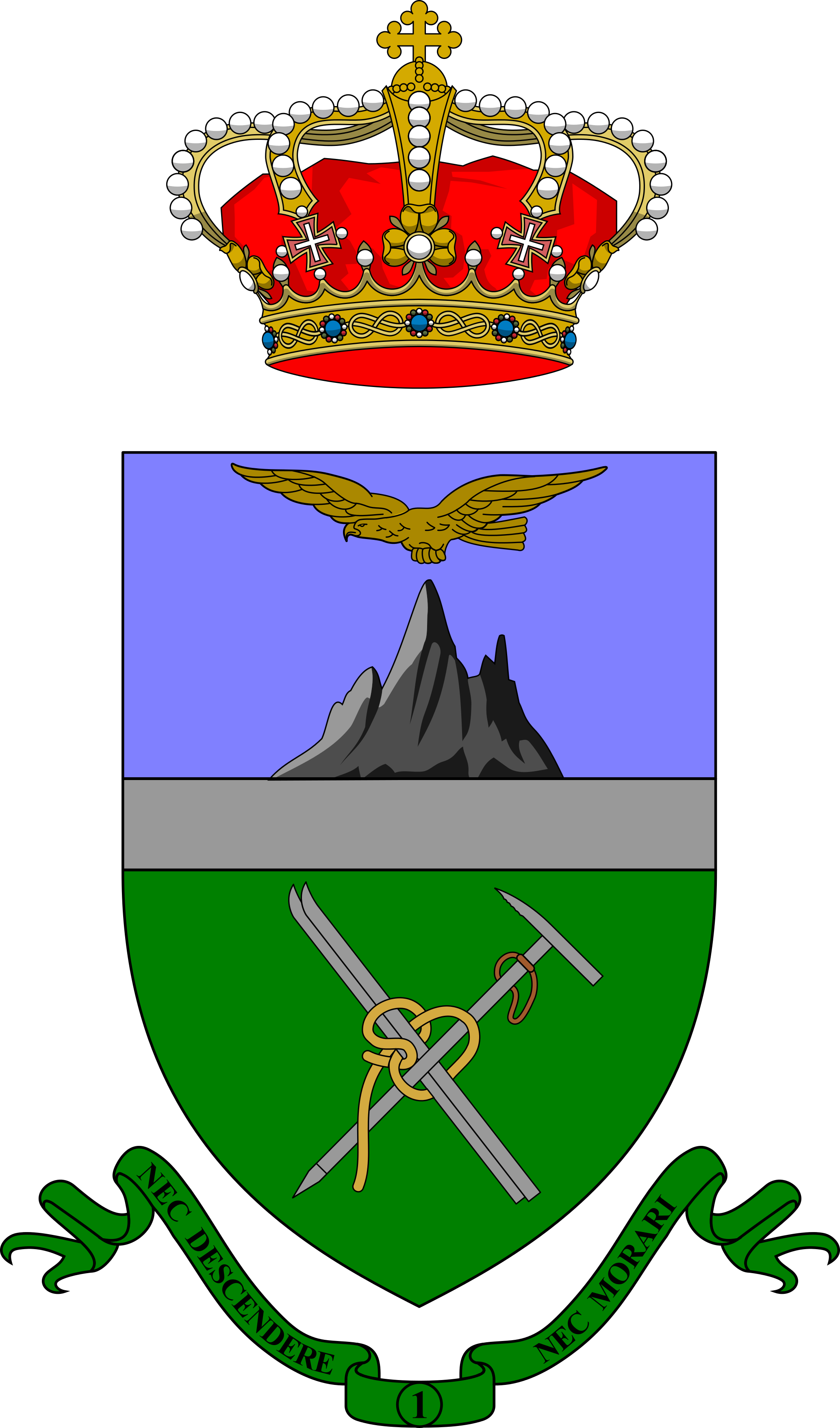
Lo stemma araldico del 1º Reggimento Alpini, 1939

La divisione fu costituita nel 1935, andando a trasformare il Comando Supremo Alpino preesistente.
La divisione nel 1937 aveva sede a Cuneo, e aveva nei ranghi il 1º Reggimento Alpini e 2º Reggimento Alpini, il 4º Reggimento artiglieria alpina e la Compagnia mista Genio (che nel 1939 diventò Battaglione misto Genio).
La Divisione Cuneense partecipò anche alla seconda guerra mondiale, in diverse campagne.

### Campagna delle Alpi Occidentali
La battaglia delle Alpi Occidentali iniziò il 12 giugno 1940, quando i francesi attaccarono a sorpresa una posizione italiana sulle Alpi e bombardarono all'alba del 14 giugno le zone industriali di Genova e di Savona.
Questa battaglia fu caratterizzata per la brevità delle operazioni e per l'armistizio con la Francia che fu firmato il 24 giugno 1940.

### Campagna in Albania
Nella guerra in Albania, la Cuneense difese con tenacia il "Pieve" sul Faqja Gurit, nei giorni 21 e 24 dicembre 1940.
La divisione respinse gli attacchi dei greci, mentre era attestata a quota 1.620 e 1.655, con la esigua perdita di 26 soldati, tra cui il sergente Annibale Pagliarin, che fu poi decorato di medaglia d'oro alla memoria.
Va ricordato che numerosi Ufficiali e soldati della Divisione parteciparono alla realizzazione del film I trecento della Settima, diretto nel 1942 dal regista Mario Baffico (ma uscito nel 1943), che rievocava episodi della guerra sul fronte greco - albanese di cui erano stati protagonisti.

### Campagna di Russia
Il 14 luglio 1942 il Corpo d'armata alpino scaricò le varie divisioni in località sovietiche; la Cuneense fu lasciata fra Izjum e Uspenskaija.
Il 19 agosto la Cuneense fu inviata verso Starobil's'k.
Nella giornata dell'8 settembre, fu affidato alla gestione del Corpo d'armata alpino il settore posto a sinistra dell'ARMIR, sito tra Novo Kalitwa e Pawlowsk. La Cuneense si schierò tra il 19 e il 20 del mese all'estrema destra del settore.
Dall'11 dicembre si ebbero i primi contrattacchi dei russi, sino al grande sfondamento del 17 dicembre 1942, quando le colonne corazzate sovietiche penetrarono nel settore a destra della Cuneense, aprendo una falla tra Novo Kalitwa e la valle del Bogutschar.
Il corpo alpino rimase sulle sue posizioni fino al 17 gennaio 1943 quando, dopo il nuovo sfondamento dell'Armata Rossa a Rossoš, fu autorizzata la ritirata; diversi reparti erano mal posizionati, con numerose brecce lungo i settori, e dovevano cercare di ricongiungersi con le unità più grandi.
La divisione, agli ordini del generale Battisti, oramai con il solo battaglione Dronero e del gruppo Pinerolo (circa 2000 uomini), raggiunsero Alexandrowka il giorno 21. Il 22 gennaio quello che rimaneva della Cuneense, giunse a Nowo Karkowa, dato che non fu in grado di raggiungere la divisione Tridentina. Il 25 la divisione, mentre era impegnata a Dechtjarnaja, si riuscì a disimpegnare, continuando in direzione di Suchowo.
Dopo 12 giorni di marce e combattimenti, la Cuneense, oramai esausta, all'alba del 28 gennaio 1943, mentre stava raggiungendo la località di Roswanskoie, vicino a Valuiki, fu definitivamente circondata dalle truppe sovietiche del 6º Corpo di cavalleria. I superstiti della divisione furono quindi costretti alla resa insieme ai resti della "Julia". Tra i catturati il generale Battisti assieme al comandante del  2º Alpini colonnello Luigi Scrimin, mentre il comandante del 1º Alpini colonnello Luigi Manfredi perì in combattimento.
In Italia tornarono solamente 1.300 uomini della Cuneense.
Tra questi assunse il comando di una divisione di superstiti del battaglione Borgo San Dalmazzo l'aiutante di battaglia Marco Carrino, la cui relazione è riportata nel libro "La Cuneense, storia di una divisione alpina".
La divisione si sciolse dopo i fatti dell'8 settembre 1943 in Alto Adige, dove era in fase di ricostruzione.

### Comandanti
- Gen. D. spe Alberto Ferrero (10 giugno 1940 - 15 febbraio 1941)
- Col. spe Armando Pezzana (16 febbraio - 10 marzo 1941)
- Gen. D. spe Emilio Battisti (Milano, 22 dicembre 1889 - Bologna, 23 novembre 1971) "...alla mia morte seppellitemi con i miei Alpini...". Dal testamento del Gen. Battisti.

Dall'11 marzo 1941 assume il comando della Divisione Alpina "Cuneense" impegnata sul fronte greco-albanese poi nel luglio 1942 parte per il fronte russo. Qui condivide la sorte dei suoi alpini rifiutando di salire sull'aereo, messo a disposizione dal comando tedesco, per porlo in salvo durante il drammatico ripiegamento del gennaio 1943. Nella notte tra il 26 e 27 gennaio il reparto comando della Divisione viene accerchiato definitivamente e, fallito ogni tentativo di aprirsi un varco, tutti i componenti cadono prigionieri. Sette anni dura la sua sofferta prigionia fra carcere duro e campo di concentramento.
Il suo desiderio viene realizzato domenica 3 luglio 1983: le sue spoglie vengono inumate nel Sacrario di Colle di Nava (Imperia) dedicato ai caduti della "sua" Divisione Alpina "Cuneense".
- Gen. B. spe Carlo Fassi (15 maggio - 9 settembre 1943)

### Testimoni della Ritirata di Russia
Marco Carrino (Cuneo, 1911 – Costigliole di Saluzzo, 2000) Cavaliere della Repubblica Italiana, Aiutante di Battaglia degli Alpini, decorato con medaglia d'argento al valor militare, insignito dell'onorificenza per distruzione di carro armato nemico.
"Assunto volontariamente il comando degli Alpini superstiti del - Battaglione Borgo San Dalmazzo - durante più giorni di ripiegamento, attraverso zona impervia, affrontava con decisione disagi e pericoli, sventando con audaci azioni reiterati attacchi all'arma bianca di preponderanti forze avversarie. Attraverso zona abitata, sottoposto a violento fuoco di armi automatiche, con pochi uomini si lanciava all'attacco e dopo cruenta lotta le riduceva al silenzio ponendo in fuga i serventi. Chiaro esempio di salde virtù di combattente riusciva, in definitiva, a portare in salvo valorosi superstiti. Fronte Russo, 20 gennaio 1943".
Con queste motivazioni il 20 marzo 1950 il Presidente della Repubblica, Luigi Einaudi, gli conferì la medaglia d'argento al valore militare.
Morì nell'anno 2000 a Costigliole di Saluzzo, dove trascorse la vecchiaia e dove aveva trovato casa proprio in via Divisione Cuneense.
Don Francesco Testa cappellano militare del battaglione Borgo San Dalmazzo, reduce dalla prigionia in Russia dopo la ritirata dal Don, decorato con medaglia d'argento al valore militare.

## Persone legate alla divisione
- Pietro Augusto Dacomo
- Stefano Oberto
- Ferruccio Pizzigoni
- Giuseppe Salvarezza
- Giuseppe Chialvo